# Melissa Auf der Maur
Melissa Gaboriau Auf der Maur (Montreal, 17 de março de 1972) é uma compositora e baixista canadense de rock alternativo. Sua carreira inclui participações como baixista nas bandas Hole e posteriormente The Smashing Pumpkins. Melissa também é uma fotógrafa experiente.
No fim de 2008 foi anunciado que o novo projecto a solo de Melissa, iria sair em 2009. O projecto intitulado OOOM (Out of Our Minds), conta com três componentes para além do CD: um filme com a duração de 28 minutos, um livro de banda desenhada e ainda um website
O seu 2º álbum, embora tenha sido anunciado desde 2005, é lançado no fim de Março de 2010.

## Discografia
| Ano  | Álbum               | Banda associada                                                  |
| ---- | ------------------- | ---------------------------------------------------------------- |
| 1998 | Celebrity Skin      | Hole                                                             |
| 2000 | Judas 0             | The Smashing Pumpkins, baixo na faixa 12 somente                 |
| 2001 | Poses               | com Rufus Wainwright, baixo e vocal de apoio na faixa 11 somente |
| 2002 | Paradize            | com Indochine, vocal na faixa 8 somente                          |
| 2004 | Auf der Maur        | Álbum solo                                                       |
| 2007 | Traffic and Weather | com Fountains of Wayne, vocal de apoio na faixa 1 somente        |
| 2010 | Out Of Our Minds    | Álbum solo                                                       |
|      |                     |                                                                  |